# Red Hot Chili Peppers
Red Hot Chili Peppers es una banda de rock estadounidense formada en 1983 en Los Ángeles, California. Sus integrantes son el vocalista Anthony Kiedis, el guitarrista John Frusciante, el bajista Flea y el baterista Chad Smith. El estilo musical de la banda fusiona el funk tradicional con el rock y el rock alternativo incluyendo elementos de otros géneros como el rap, pop rock, heavy metal, dance, punk, hip hop e indie rock. Además, también suelen ser considerados los inventores del punk funk.
Además de Kiedis y Flea, la formación original del grupo la completaban el baterista Jack Irons y el guitarrista Hillel Slovak. En las grabaciones de los primeros discos hubo diversos cambios en la formación, y solo en The Uplift Mofo Party Plan (1987) coincidieron los cuatro miembros fundadores en el estudio. En 1988 el guitarrista Hillel Slovak murió de una sobredosis de heroína, lo que provocó la salida de Irons del grupo. Tras la llegada de Chad Smith y John Frusciante a finales de 1988 como sustitutos de Irons y Slovak, esta formación grabaría los álbumes Mother's Milk (1989), Blood Sugar Sex Magik (1991), Californication (1999), By the Way (2002), Stadium Arcadium (2006), Unlimited Love (2022) y Return of the Dream Canteen (2022). Mientras los Red Hot Chili Peppers estaban de gira por Japón en 1992, Frusciante dejó la banda, y no volvería hasta 1998. Dave Navarro se convirtió en su sustituto durante ese periodo, y con él lanzaron el álbum One Hot Minute (1995). Blood Sugar Sex Magik fue el gran salto al éxito internacional del grupo, siendo un referente claro de la fusión estilística que caracterizaría a la banda durante los '90. Tras el regreso de Frusciante en 1998, el cuarteto volvió a reunirse en el estudio para grabar Californication, disco que llegó a vender dieciséis millones de copias, convirtiéndose en su álbum de más éxito comercial hasta la fecha. By the Way y Stadium Arcadium continuarían cosechando éxitos y, se estima que desde su debut, la banda ha vendido más de 85 millones de álbumes en todo el mundo. Los Red Hot Chili Peppers han ganado siete Premios Grammy y en 2012 fueron elegidos para ingresar en el Salón de la Fama del Rock and Roll.
En 2008 la banda se tomó un descanso después de la última gira, durante el cual John Frusciante abandonó la banda. En octubre de 2009, con el guitarrista Josh Klinghoffer, trabajaron en su décimo álbum de estudio titulado I'm with You, publicado el 26 de agosto de 2011.
Después, los angelinos hicieron 9 sencillos, 8 de ellos con una cara B. Con todo este contenido, el 29 de noviembre de 2013 publicaron “I’m Beside You”, un recopilatorio de todos estos sencillos con las caras B incluidas. Sin embargo, I’m Beside You es un álbum que se suele excluir incluso como recopilatorio, de modo que no está disponible en apps como Apple Music o Spotify, por lo que hay que escuchar los sencillos sueltos o hacer una lista de reproducción.
Un tiempo más tarde, la banda lanzó su undécimo álbum llamado The Getaway, el 17 de junio de 2016.
El 15 de diciembre de 2019 la banda publicó en su sitio oficial el regreso del guitarrista John Frusciante y la despedida de Josh Klinghoffer, quien había estado con la banda californiana los últimos 10 años, después de la partida de John Frusciante.
El 1 de abril de 2022, lanzaron un nuevo álbum junto a Frusciante, llamado Unlimited Love, y el 14 de octubre del mismo año publicaron un nuevo trabajo, Return of the Dream Canteen.

## Historia
El núcleo de la banda fue formado en la preparatoria Fairfax High School como Anthym con el chileno Alain Johannes como vocalista. Anthony Kiedis, quien estuvo haciendo una pequeña carrera como actor juvenil televisivo bajo el apodo de Cole Dammett, solía ser su presentador y "hypeman". En febrero de 1983, Anthony fue pedido por su amigo Gary Allen de la banda Neighbour's Voices para que lo teloneara junto a sus amigos.
Bajo la influencia principal de las bandas neoyorkinas Defunkt y Grandmaster Flash and the Furious Five, armaron una banda para la ocasión con el nombre de "Tony Flow and the Miraculously Majestic Masters of Mayhem". El rendimiento en vivo de la banda fue tan bueno que se les pidió regresar la semana siguiente. Debido a este inesperado éxito, los miembros de la banda cambiaron el nombre por el de Red Hot Chili Peppers, debido a que vieron el nombre original un poco incómodo. Luego siguieron tocando en varios conciertos por clubes de Los Ángeles y cabarets como el Kit Kat Club. Es en estos primeros momentos cuando empiezan a hacerse populares por sus actuaciones en las que aparecían completamente desnudos, con solo un calcetín en los genitales (Sock on Cock). Seis de las canciones que tocaban en esos shows fueron grabadas en su primer demo.

### The Red Hot Chili Peppers(1984)
Varios meses después de su primera actuación, la banda firmó con la compañía discográfica EMI. Pero dos semanas antes, What Is This? (el nombre posterior de los Anthym) había obtenido contrato con MCA, por lo que Slovak e Irons dejaron Red Hot Chili Peppers y se dedicaron a What Is This?. Kiedis y Flea no pensaron en disolver la banda, sino que decidieron reclutar a nuevos miembros. Cliff Martínez, un conocido de Flea de la banda punk The Weirdos, pidió sumarse a los Chili Peppers poco después. También se uniría Jack Sherman, "el rey pirata".
Andy Gill, el guitarrista de Gang of Four, también pioneros en la incorporación del funk al estilo punk, fue contratado para producir su primer álbum. A pesar de que Kiedis y Flea dudaron, él empujó a la banda a tocar música más viable comercialmente. En un principio Kiedis quería titular el disco True men don't kill coyotes, pero la compañía quería que el título fuese The Red Hot Chili Peppers, a lo que el grupo tuvo que acceder finalmente. El disco salió el 10 de agosto de 1984 y fue un fracaso comercial. Vendió aproximadamente 500.000 unidades y obtuvo poco reconocimiento. La siguiente gira estuvo un poco mejor, aunque Kiedis y Sherman tenían una relación muy tensa. Sherman fue despedido poco después y Slovak regresó a la banda, después de hartarse de What Is This?.

### Freaky Styley(1985)
George Clinton (el líder de Parliament y Funkadelic) fue elegido (a petición de Anthony y Flea) para producir el próximo álbum de la banda, Freaky Styley.
El álbum fue grabado en el Detroit's famed R&B and funky United Sound Systems studios en el borde de la Universidad Estatal de Wayne. Clinton combinó diversos elementos del punk y el funk en el repertorio de la banda, que permitieron incorporar variedad a la música. De hecho en la canción "Hollywood", que es una adaptación del tema "África" de los legendarios funkateers de Nueva Orleans The Meters, participa en el Saxofón el músico Maceo Parker, que al igual que el bajista Bootsy Collins, había grabado para el padre del Funk, James Brown, y el mismo Clinton. El álbum apenas superó en ventas al anterior; aunque, eso sí, pudieron ser invitados a un importante festival de rock en Alemania (Rockpalast 85) como invitados de Clinton y la P-Funk All-Stars, además de aparecer tocando el epiléptico tema "Blackeyed Blonde" en una escena de la película sobre skaters Trashin dirigida por David Winters el año siguiente.
El álbum fue publicado el 16 de agosto de 1985, pero aunque la banda tuvo una relación mucho mejor con Clinton que con Gill, el disco fue apenas más exitoso que el primero, vendiendo 650.000 copias y no tuvo llegada a ningún Chart, pese a contar con la producción de una leyenda viviente como el "Dr. Funkenstein". La posterior gira no fue considerada lo suficientemente productiva para la banda.
En 1986 compusieron para la película Tough Guys el tema "Set It Straight", que todavía no ha sido publicado en ningún álbum. En una escena del filme se puede ver a Anthony Kiedis, Flea, Hillel Slovak y Cliff Martinez tocando parte de este tema. Ese mismo año también colaboraron en el tema "Reputation" para el álbum de Andre Foxxe I'm Funk And I'm Proud.

### The Uplift Mofo Party Plan(1987)
Cliff Martínez dejó el grupo en el verano de 1986. Jack Irons se quedó sin trabajo y, separado de otros compromisos, se reintegró al grupo. Anthony, Flea y Hillel quedaron muy sorprendidos. Posteriormente, Anthony fue despedido por su adicción a las drogas, pero al mes volvió. El grupo eligió a Michael Beinhorn, quien había colaborado con Herbie Hancock, y formado grupos como Material y Tackheads, para producir su próximo álbum que empezó a tener forma, usando la misma mezcla de funk y ritmos que Freaky Styley, pero con sonidos mucho más agresivos de punk y metal. Reuniéndose los cuatro integrantes, empezaron el proceso de creación.
El 29 de septiembre de 1987, The Uplift Mofo Party Plan salió a la venta, convirtiéndose en el primer álbum de los Red Hot Chili Peppers en aparecer en algún Chart. A pesar de que llegaron solo al puesto 148 en el Billboard Hot 200, fue un éxito importante en comparación con los dos primeros álbumes a pesar de haber vendido nada más que 750.000 copias aproximadamente.
Durante este período, Kiedis y Slovak estaban desarrollando graves hábitos de adicción a las drogas, a menudo hasta abandonaban la banda. La adicción a la heroína llevó a Slovak a la muerte el 25 de junio de 1988 a los 26 años de edad. Kiedis abandonó la ciudad y no asistió al funeral de Slovak, considerando que la situación era surrealista. Huyó a México donde permaneció unos meses para desintoxicarse. Jack Irons, posteriormente, abandonó el grupo, diciendo que él no quería ser parte de un grupo donde sus amigos estaban muriendo.

### Mother's Milk(1989)
Ante la muerte de Hillel Slovak la banda en primer lugar contrató a D.H. Peligro de los Dead Kennedys como batería y al guitarrista de P-Funk DeWayne "Blackbyrd" McKnight, pero estos no contaban con la chispa suficiente como para continuar en la banda por lo que serían despedidos. Posteriormente se contrataría a John Frusciante como guitarrista. Frusciante había realizado una audición para ingresar a la banda Thelonious Monster, pero D.H. Peligro le habló a Flea de él y unos días más tarde improvisaron en el garaje de Flea, que decidió junto a Kiedis que era el reemplazo perfecto para Hillel. Estas improvisaciones posteriormente se convirtieron en algunas canciones como Pretty Little Ditty, tema que la banda angelina Crazy Town, utilizó como base en su sencillo Butterfly.
Tres semanas antes de la entrada al estudio la banda continuaba sin batería, y un amigo de la banda les recomendó a Chad Smith, un baterista que había visto y que se "desayunaba a la batería cada mañana". Se le decidió dar una oportunidad a Chad. En esa audición, Chad abrumó a la banda por la fuerza y complejidad de sus ritmos. Después de esta sesión de improvisación, se decidió admitir a Chad como baterista de la banda.
La banda entró en el estudio, pero esta grabación estuvo entorpecida por los conflictos con el productor del álbum Michael Beinhorn, que tenía como propuesta que John tocara riffs de heavy metal, lo cual molestó a John, ya que este estilo no se ajustaba al suyo. Este estilo se puede ver en canciones como Stone Cold Bush.
Mother's Milk fue lanzado el 15 de agosto de 1989 y tuvo con la canción tributo a Hillel Slovak "Knock Me Down" que fue su primera canción en llegar al top 10 de las canciones de rock. También tuvieron un gran éxito con la interpretación de Higher Ground de Stevie Wonder. Con su gran línea de bajo en 'slap' y ritmo rápido de funk, "Higher Ground" representó la perfecta mezcla del Motown de los 70 con el punk. Mother's Milk vendió casi 3 millones de copias alrededor del globo. Otros sencillos de la banda fueron Knock Me Down y Taste the Pain. Una canción lanzada como bonus track en diferentes sencillos, llamada Show Me Your Soul formó parte de la banda sonora de la película Pretty Woman.

### Blood Sugar Sex Magik(1991-1992)

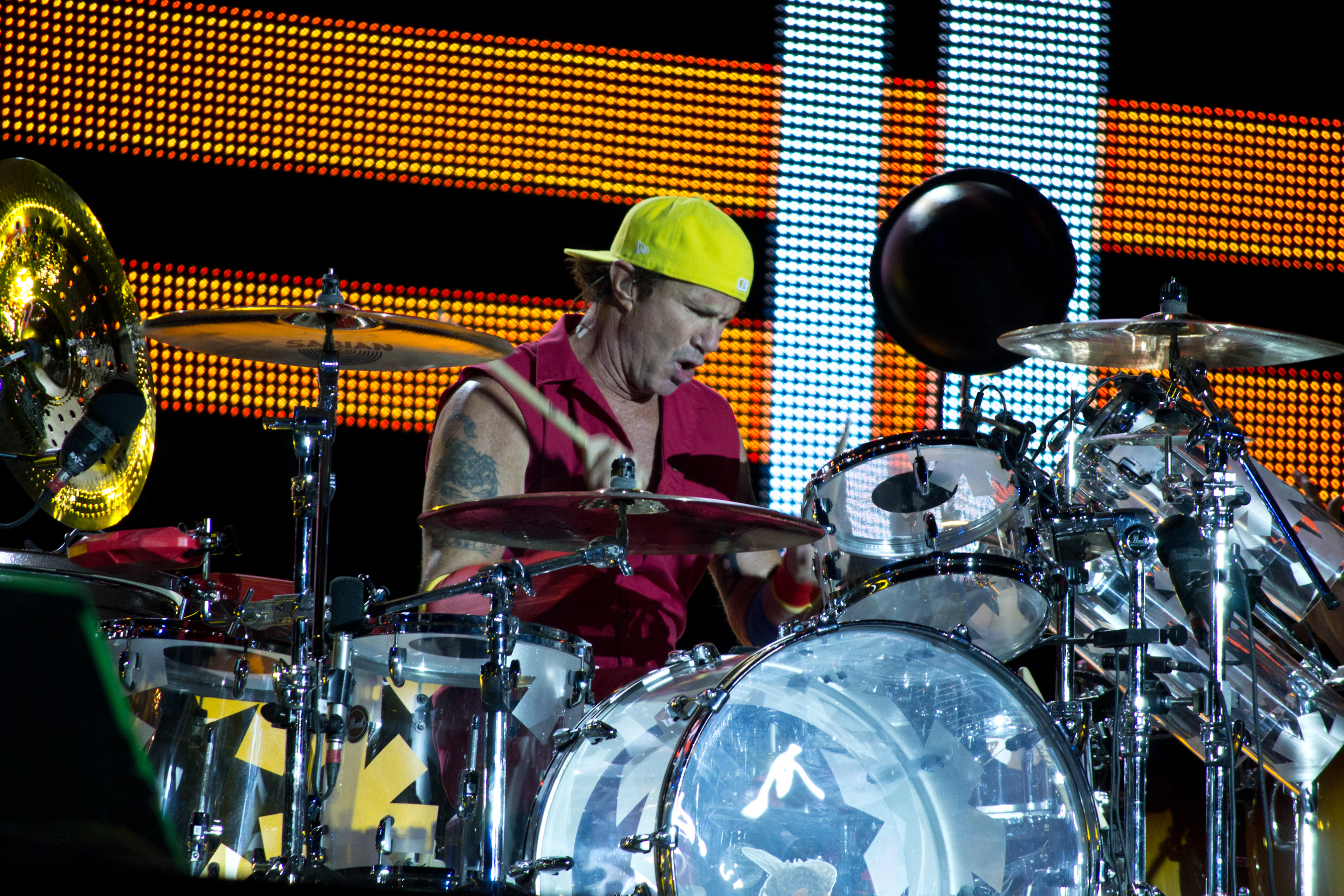
Chad Smith en concierto.

El contrato de la banda con EMI había expirado, y entonces comenzaron a buscar otra discográfica para lanzar su próximo álbum. El grupo llegó a un pre-acuerdo con Sony BMG/Epic, con la condición de que Sony comprara su último álbum con EMI, este proceso tardó meses. Aunque ya se había realizado el acuerdo con Sony/Epic, Mo Ostin de la Warner Bros. llamó a Kiedis para felicitarlo por el contrato y felicitó a la compañía discográfica rival, Kiedis pensó "La persona más genial y más auténtica que conocimos durante todas las negociaciones acababa de llamarme personalmente para animarme a hacer una exitosa grabación para una compañía rival. Ese era el tipo de individuo para el que quería estar trabajando". Kiedis llevó a cabo su idea, y finalmente abandonó el contrato con Sony para firmar con Warner Bros.
Se decidió que la grabación del álbum debía realizarse en un sitio diferente, y Rick Rubin, productor del álbum, sugirió una mansión supuestamente embrujada. Para la grabación del álbum, Rick Rubin dejó a la banda completa libertad en sus composiciones, ya que la banda había tenido problemas por estas circunstancias.
Su colaboración con Rick Rubin (quien había coproducido a Run DMC, Beastie Boys y productor de las bandas de Thrash metal Slayer y Dánzig), fue la que le llevó al estrellato total, el álbum que sería llamado Blood Sugar Sex Magik, que sería sacada a la venta posteriormente el 24 de septiembre de 1991. El primer sencillo del álbum fue la canción Give It Away, gracias a ella la banda ganaría un Grammy por la mejor canción de hard rock, y conseguirían su primer n.º 1 en los rankings de canciones de rock Moderno. La promoción del disco continúa con la balada Under the Bridge, que fue un auténtico bombazo a nivel mundial. En él, Anthony Kiedis narra su batalla con las drogas. Es la canción de la banda que más alto ha llegado en el Billboard Hot 100, llegando al n.º 2.
Otros sencillos del álbum fueron Suck My Kiss o Breaking the Girl. En mayo de 1992, John Frusciante deja la banda en el tour japonés, alegando que se sentía alienado. Flea dijo que el tour del álbum había sido muy duro y que no tenían prácticamente tiempo para dormir. Aunque, la razón principal de su salida fueron las constantes discusiones con Anthony a lo largo de toda la gira. Lo sustituye inicialmente Arik Marshall, que aparece en los videos de "Breaking The Girl" e If You Have To Ask. Luego le sustituye Jesse Tobias y finalmente se recurre a Dave Navarro, guitarrista de Jane's Addiction, para cubrir la vacante dejada por Frusciante, que en los años que estuvo fuera de la banda (volvería en 1998) estuvo deprimido y luchando contra las drogas. También trabajó en la música como solista, sacando 2 discos, uno de ellos fue retirado del mercado por el mismo Frusciante. El álbum Blood Sugar Sex Magik vendió más de 15 millones de copias a nivel mundial, solamente superado en cifras por Californication. Blood Sugar Sex Magik fue nombrado en el n.º 310 de la revista Rolling Stone en la lista los 500 mejores álbumes de todos los tiempos.
En 1993 (con Arik Marshall en lugar de John Frusciante) prestan su voz para su aparición digital en la serie de televisión Los Simpson en el capítulo "El drama de Krusty"

### One Hot Minute(1994-1997)
Con la llegada de Dave Navarro a la banda, el sonido cambiaría inevitablemente. El grupo alquiló una casa en Hawái para la composición de su próximo álbum, pero estas sesiones no resultaron muy productivas. La banda entró en The Sound Factory, un estudio de grabación situado en Los Ángeles, para grabar el álbum. El primer concierto con la nueva formación fue el 10 de agosto de 1994, casi un año después, en el pequeño Club Lingerine de Los Ángeles (California), aunque la gran aparición se produjo unos días después en Woodstock 94, donde empezaron su actuación tocando las canciones Grand Pappy Du Plenty y seguidamente de Give It Away vestidos con unas ampollas en forma de bombillas colocadas en la cabeza. También tocaron canciones que saldrían en su próximo álbum One Hot Minute, como Warped o Aeroplane. Antes de finalizar su actuación en Woodstock hicieron una pequeña pausa para vestirse como Jimi Hendrix como homenaje y cantar su última canción "The Power of Equality". Flea, Chad Smith y Dave Navarro entraron al escenario rompiendo unas Fender stratocaster blancas como las que usó Jimi Hendrix en Woodstock 69, a continuación salió al escenario la hija de Flea, Clara, a cantar el himno de Estados Unidos, seguidamente los Red Hot Chili Peppers cantaron su última canción mientras el público sostenían velas en memoria de Jimi Hendrix.
Cuando habían completado unas pocas canciones, Kiedis comenzó a tener dificultades para cantar, ya que tras cinco años sin drogas volvía a ser un drogodependiente. Posteriormente, Navarro cuestionó los métodos de grabación del grupo, que se preguntaba el porqué de tantas improvisaciones. Kiedis, al no contar con Frusciante, escribió las canciones a un paso muy lento. En compensación, Kiedis y Flea se fueron de vacaciones juntos, para completar el material que ya tenían. Muchas de las canciones fueron escritas en una época en la que Kiedis escondía su reanudada adicción. Escribir One Hot Minute duró casi dos años, y su grabación y producción también fueron procesos problemáticos, ya que Navarro se sentía como un intruso en la banda.
El 12 de septiembre de 1995, casi cuatro años después del lanzamiento de Blood Sugar Sex Magik, salió a la venta el irónicamente titulado One Hot Minute. Esta época es considerada como la más alternativa de la banda, llevando a cabo una rara mezcla de diferentes géneros musicales (como el punk, rock psicodélico y funk) y una guitarra mucho más distorsionada llevada a cabo por Navarro, con melodías más pesadas, que se puede ver claramente en canciones como "Coffee Shop" o "Deep Kick". Se editaron tres sencillos: "Warped", "Aeroplane" y My Friends (que llegó a lo más alto de las listas musicales). El disco fue un fracaso en ventas comparado con Blood Sugar Sex Magik, ya que One Hot Minute vendió 8 millones de copias (Blood Sugar Sex Magik tuvo casi el doble de ventas). La crítica que recibió el disco tampoco fue tan buena como la de su predecesor.
En esta época también participaron en bandas sonoras y recopilatorios. "I Found Out", una versión de la canción de John Lennon, apareció en el álbum "Working Class Hero: A Tribute to John Lennon". Otra versión, esta vez de los Ohio Players, "Love Rollercoaster", fue incluida en la banda sonora de la película "Beavis and Butthead Do America" y editado en formato sencillo. Se grabó incluso un videoclip, dirigido por Kevin Lofton.
Tras una convulsa gira de conciertos entre 1994 y 1997, con numerosas cancelaciones, la banda comienza a dar en mayo de 1997 los primeros pasos en la creación del próximo álbum tras One Hot Minute. La gira de 1997 fue cancelada al completo salvo un único concierto, el último de la banda con Dave Navarro, celebrado el 26 de julio de 1997 en el Fuji Rock Festival bajo una lluvia torrencial. En ese show Anthony tenía inmovilizado el brazo. Flea y Dave Navarro entran al estudio el 15 de septiembre de 1997 para comenzar a trabajar en las dos primeras canciones del próximo álbum. Una de esas canciones es "Circle Of The Noose". No sin dificultad (Dave y Anthony luchaban en esa época contra su drogodependencia), los Red Hot Chili Peppers vuelven al completo al estudio en diciembre de ese año para comenzar la grabación del nuevo álbum y anuncian su lanzamiento para el año siguiente, pero las cosas no funcionaron. Solo se completó una canción, "Circle Of The Noose", bajo la producción de Rick Rubin, "la mejor canción de estructura pop en la que he participado, [...], tiene esa onda de los '60 hippies pero con las ideas y la tecnología de los '90", en palabras de Dave. La canción se filtró en internet el 3 de febrero de 2016, casi 19 años después de su creación.
La banda intentó hablar con Dave para que ingresara en rehabilitación, pero se formó una discusión y Dave tropezó con un amplificador. Anthony, Flea y Chad deciden despedir a Dave, que se lo tomó mal pero posteriormente lo aceptó y la banda estuvo a punto de separarse. Flea comenzó a cuestionarse sobre el futuro de la banda, y pensó que la separación era necesaria, aunque se hizo un último intento de mantener junta la banda, pidiéndole a John Frusciante (Dave fue quien sugirió que llamaran de nuevo a Frusciante), que había completado un programa de rehabilitación por su adicción a la heroína, que volviera a la banda, a lo que John aceptó llorando de alegría, ya que su adicción lo había dejado en la pobreza.

### Californication(1998-2000)
En abril de 1998, en una sola semana, la banda contó con la vuelta de Frusciante y se vuelven a juntar para crear música juntos. Gran parte del álbum fue concebido en casas de los integrantes de la banda. Kiedis y Frusciante pasaban días juntos discutiendo sobre la creación de las canciones, los riffs de la guitarra y el contenido lírico. La mayor parte del álbum progresó rápidamente, aunque Californication en sí fue una canción difícil de completar. La grabación marcó un cambio de estilo para los Chili Peppers, aunque Californication seguía teniendo rastros de su sonido "punk funk", se inclinó hacia riffs más melódicos como en Scar Tissue o Otherside. El regreso de Frusciante trajo un estilo más experimental, con canciones como "Emit Remmus" (Summer Time al revés, ya que se resalta un riff de guitarra que fue grabado hacia atrás), "Savior" o "This Velvet Glove". El álbum incluye múltiples referencias a California, las drogas y a Hollywood.

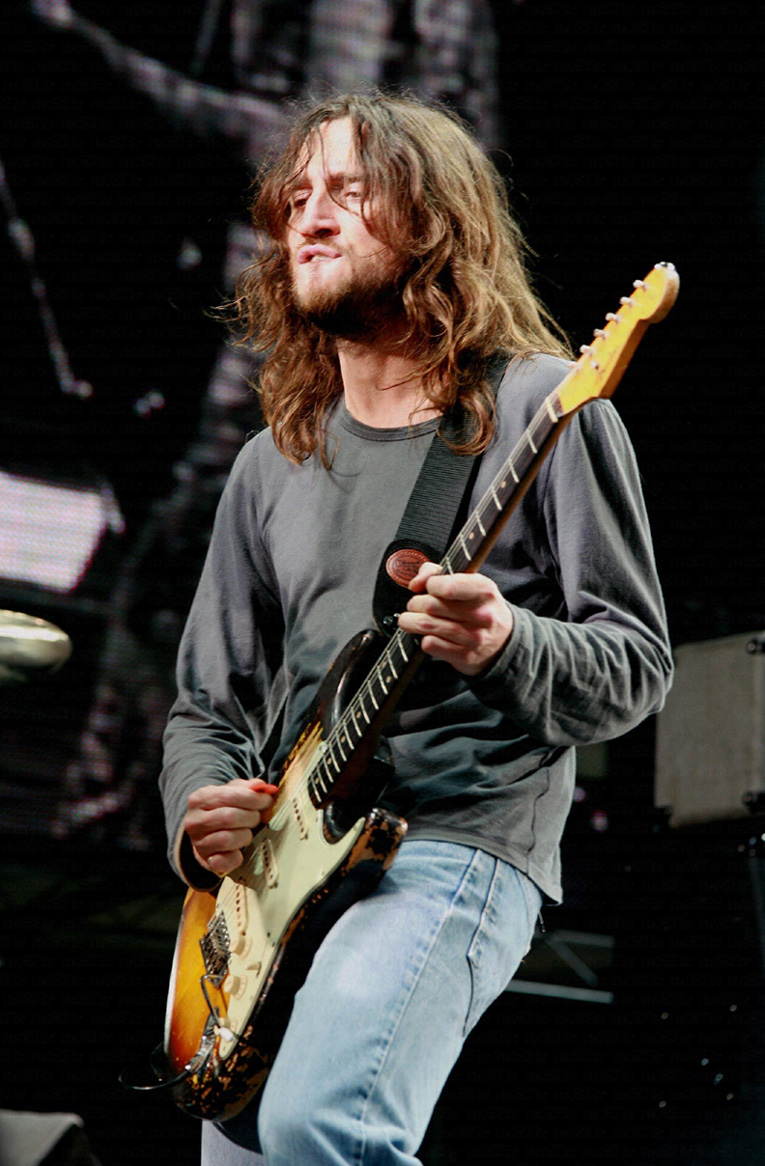
Californication marca el retorno de John Frusciante a la banda luego de su alejamiento en 1992.

A finales de 1998, vuelven a los estudios californianos, para grabar el conocido álbum Californication. Los Chili Peppers decidieron continuar con Rubin como productor para Californication. En el pasado Rubin concedió a los Chili Peppers libertad creativa y pensaban que esto era necesario para que el álbum fuera único, y solo podría suceder con su regreso. La grabación se realizó en los estudios Cello, en Los Ángeles. Durante el proceso de grabación la banda tocó para sus mánagers "Scar Tissue", "Otherside" y "Californication", a comienzos de 1999, y se decidió que "Scar Tissue" sería el sencillo que encabezaría el álbum.
Californication fue lanzado el 8 de junio de 1999, debutando en el puesto 5 pero luego alcanzando el puesto 3 del Billboard 200. En el resto del mundo, el álbum alcanzó el puesto 5 del Top 40 británico, el puesto 1 de la lista de éxitos finlandesa, austríaca, sueca y neozelandesa, y el puesto 2 del Top 40 francés. Fue certificado "oro" el 22 de julio de 1999, y sus ventas posteriores lograron una certificación "multi platino" en cinco ocasiones. El álbum entra en las listas antes de que salga a la venta, gracias a "Scar Tissue", que estuvo 16 semanas en el n.º 1 de Billboard Modern Rock Chart. Scar Tissue ganó un Grammy por la mejor canción de rock. El álbum deja canciones como "Californication" o "Otherside", que fueron n.º 1 en el lista Billboard de canciones de rock modernas. Otros sencillos de promoción del álbum fueron Around the World, Road Trippin' y Parallel Universe. Con el regreso de John Frusciante en la guitarra los Red Hot Chili Peppers recuperaron su aceptación crítica y tras su anterior trabajo de menor popularidad, One Hot Minute, obtuvieron un gran éxito comercial a nivel mundial, vendiendo más 16 millones de copias en todo el mundo, siendo el álbum de la banda más vendido hasta la fecha.
Posteriormente al lanzamiento de Californication, la banda comenzó un tour de promoción del álbum, que comenzó en los Estados Unidos. Para terminar con la gira estadounidense se le pidió a los Chili Peppers que cerraran Woodstock 99. La banda estaba informada antes de que llegaran que había muchedumbres fuera de control y fogatas en el campo, y todo esto se intensificó cuando los Chili Peppers tocaron la canción de Jimi Hendrix "Fire" para cerrar su repertorio. El show se interrumpió debido a la violencia, cuando varias adolescentes fueron violadas y la propiedad cercana fue destruida y saqueada. Para iniciar el tour por Europa, la banda realizó una actuación en la Plaza Roja de Moscú, el 14 de agosto de 1999, frente a 200.000 personas, siguiendo con la gira, el grupo hizo un show en Nueva York, en el Big Day Out en Australia y en Japón. Flea comenzó a sentir que no podía continuar la gira por lo que la banda no realizó algunos conciertos. Como una de las últimas actuaciones realizadas antes del lanzamiento de By the Way, los Chili Peppers tocaron en Rock in Rio 3, dando fin a la gira. El año 2000 fue muy significativo ya que Kiedis volvió a dejar las drogas y hasta ahora no se ha sabido de que vuelva a utilizarlas. En 2001 producen su primer DVD en directo, llamado Off the Map, y producido por su viejo amigo, Dick Rude, que combina secuencias de distintos conciertos de la gira norteamericana.

### By the Way(2001-2003)
En noviembre de 2001 volvieron a los estudios californianos, para sacar el 9 de julio de 2002 el álbum By the Way. Este es el disco más melódico, prescinde de los ritmos de fusión que les hicieron tan famosos a principios de los noventa. El primer sencillo del álbum fue By the Way, que fue n.º 1 del Billboard Modern Rock Charts durante 14 semanas, convirtiéndose en la segunda canción hasta el momento que más tiempo duró en el n.º 1 de esta lista tras "Scar Tissue". La promoción del disco continuo con el 2.º sencillo del álbum, la canción fue The Zephyr Song. Can't Stop fue el tercer sencillo del álbum y el segundo en alcanzar el n.º 1 de rock moderno de Billboard. Otro sencillo del disco fue Universally Speaking. Gracias a este disco se lograron dos galardones en los MTV Europe Music Awards: al mejor directo y al mejor grupo de rock. Y también se llevaron una lengua en los MTV Video Music Awards Latinoamérica como mejor artista de rock internacional. El disco lleva vendidas unas 12 millones de copias en el mundo.
En 2003 volvieron al estudio y se cree que grabaron entre 8 y 16 canciones, algunas de las cuales aparecerían en sus próximos trabajos, como "Fortune Faded", "Save the Population", "Eskimo", "Runaway" (bonus track de la versión para iTunes del álbum "By The Way"), "Rolling Sly Stone", "Leverage of Space", "Mini Epic", "Desiree", o las primeras versiones de Desecration Smile, "We Believe" y Hump de Bump. Tras las sesiones de estudio, lanzaron a la venta Greatest Hits, álbum recopilatorio que contenía 14 clásicos y dos canciones nuevas ("Fortune Faded" -lanzada como sencillo- y "Save The Population"). Los fanes recriminaron que canciones como "Can't Stop", "Around the World" o muchas canciones de su famoso Blood Sugar Sex Magik no estuvieran en este recopilatorio. Este álbum fue un éxito comercial al vender más de 4 millones de copias al solo ser un álbum de recopilación. También se editó un DVD llamado Live At Slane Castle que fue grabado el 23 de agosto en Irlanda. Algunos consideran que este concierto fue uno de los mejores que la banda dio en este periodo de la gira. En 2004 sacaron a la venta su primer álbum en directo, llamado Live in Hyde Park, que reúne en dos CD una selección de los tres conciertos que dieron en junio de ese año en el parque londinense.

### Stadium Arcadium(2006-2007)

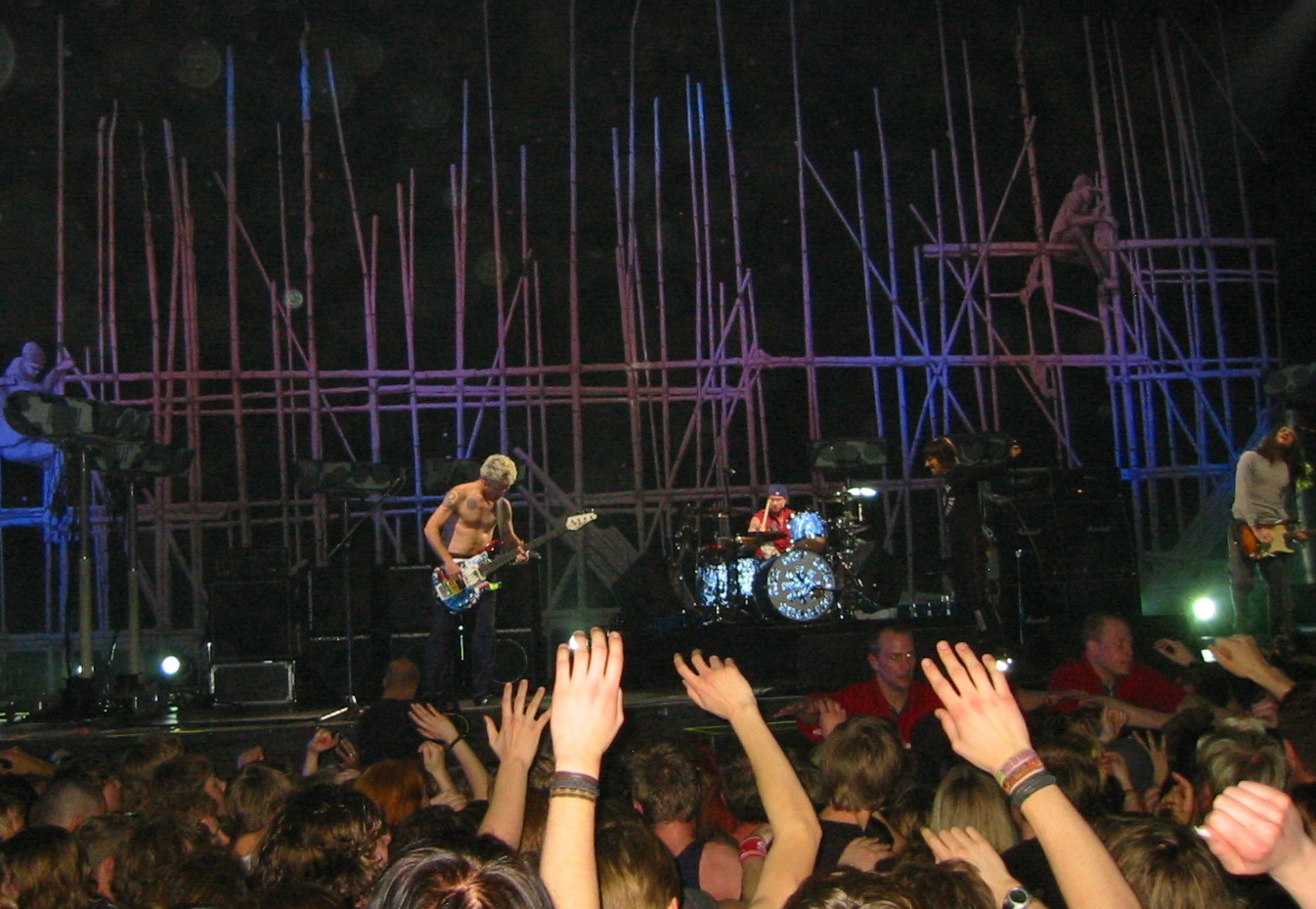
La banda en un concierto en Estocolmo, Suecia.

Tras tanto tiempo esperando un nuevo disco de la banda, en mayo de 2006 salió a la venta el álbum Stadium Arcadium, un trabajo doble con 28 canciones. En España el disco fue presentado en Bilbao, en el museo Guggenheim, con un concierto para unas 500 personas. Su primer sencillo es Dani California es su canción de reenganche a la escena del rock, con un videoclip transformista en el que Anthony Kiedis, Flea, John Frusciante y Chad Smith dan vida a Elvis, los Beatles, Bowie, Sex Pistols, Nirvana, Jimi Hendrix, Misfits, Parliament-Funkadelic, Poison. La canción estuvo 14 semanas en el nº1 de Billboard Modern Rock Charts (Igualando a "By the Way") y llega al n.º 6 del Billboard Hot 100, la 2.ª mejor canción en esta lista desde con el éxito "Under the Bridge".
El siguiente sencillo del álbum fue Tell Me Baby, que también llegó a lo más alto de las listas internacionales. Snow (Hey Oh), tercer sencillo del álbum continuó siendo un éxito en todas listas, y, gracias a los primeros tres sencillos del álbum, consiguieron por primera vez que la banda tenga tres n.º 1 seguidos en el Billboard Modern Rock Chart. Desecration Smile, cuarto sencillo del álbum, es lanzado internacionalmente y llega al n.º 27 en la lista de éxitos británica. Hump de Bump, fue lanzado para Norteamérica y Australia primeramente, el 7 de abril, siendo lanzado internacionalmente el 10 de mayo. Charlie es el siguiente sencillo de Stadium Arcadium. Se hace un concurso para que los fanes crearan videos para la canción. Esto fue anunciado en el canal de la banda por YouTube el 6 de marzo. Desde su lanzamiento, el disco lleva más de 10 millones de copias vendidas alrededor del mundo (solo en la primera semana vendió más de un millón de copias). La banda es una de las triunfadoras en la entrega de los Grammys, ya que ganan 4 premios, como el de mejor álbum de rock (Stadium Arcadium), mejor canción de rock ("Dani California"), mejor productor (Rick Rubin) y mejor presentación o edición limitada (Stadium Arcadium). Durante la gira del álbum los acompaña Josh Klinghoffer, como guitarrista y voces secundarias en algunos temas. La banda hizo la gira de Nueva Zelanda y Australia con él. El 7 de julio de 2007 actúan en el concierto "Live on Earth", en Londres, donde también se puede ver a Josh tocando con el grupo.

### Descanso y segunda salida de John Frusciante (2008-2009)
Tras la gira de conciertos de 2006 y 2007, la banda se tomó un descanso indefinido. De acuerdo con las palabras de Chad Smith, el baterista de la banda: "nos estamos tomando un pequeño descanso, relajándonos. Hemos estado de gira durante 1 año y medio, ahora es tiempo de estar con la familia y recargarnos, para poder volver a crear más música juntos".
Anthony Kiedis declaró en la revista Rolling Stone que por el momento, y a lo largo de todo este año (2008) no se sabrá de los Red Hot Chili Peppers, porque no habrá vida de la banda durante un buen tiempo; en un principio pararían solamente un año. "Por el momento ya no somos una banda", señaló Kiedis. "Nos llevó mucho tiempo hacer Stadium Arcadium (editado en 2006). Fue muy duro, ha sido un gran tirón que se sumó a dos tirones previos muy largos como Californication y By The Way", comentó. "Realmente no paramos nunca hasta que terminó el tour el año pasado. Estábamos emocional y mentalmente quemados después de aquel esfuerzo", continuó Kiedis y luego remató: "la discusión fue: ´no hagamos nada relacionado con Red Hot Chili Peppers durante un año como mínimo. Dediquémonos a vivir, respirar, comer y aprender cosas nuevas". Respecto de en qué iba a dedicar su tiempo libre, Kiedis explicó que solo se quedará en su casa, "dedicándome a mi hijo pequeño, aprendiendo a surfear. Pero ya me está empezando a picar el gusanillo que dice que sería estupendo pensar en canciones nuevas y en componer trozos de canciones. Pero son solo eso, trozos".
La única grabación de la banda durante esta época fue en 2008 con George Clinton (productor de Freaky Styley) en su último álbum "George Clinton and His Gangsters of Love". Acompañados por Kim Manning, grabaron una nueva versión del clásico de Shirley and Lee "Let the Good Times Roll".
A mediados de 2008, Flea entró a la USC (University of Southern California) para estudiar "Composición y Teoría Musical" y dejó en claro que los Red Hot Chili Peppers se encontraban con un descanso mayor al previsto el cual es de dos años. "De verdad necesitamos dos años. Estuvimos trabajando muy duro, y sin pensar en nada más durante mucho tiempo. Necesitamos alejarnos de eso y tener una perspectiva clara de las cosas". También afirmó que no tenía claro qué sucedería después de estos dos años.
No fue hasta el 23 de abril de 2009, cuando en una entrevista realizada por la revista People, Kiedis dijo que los próximos meses serían: "Escribir música, ensayar y surfear". En otra entrevista realizada a Chad Smith por la revista inglesa "Q", el batería devolvió la esperanza de un regreso a los fanes, dejando en claro: "No, no nos hemos separado", insiste, "No estamos tocando ahora, pero tocamos un montón. Solo necesitamos un tiempo para tomar un pequeño descanso y vivir nuestras vidas. No somos unos autómatas". De todos modos, Smith confirmó: "Cada uno está haciendo ahora su propia actividad. Todos, incluyendo al guitarrista John Frusciante, estamos planeando reencontrarnos a finales de septiembre u octubre. Nosotros hacemos música cuando sentimos que es correcto. No puedes forzar a alguien para que haga algo. Si no lo estás sintiendo, entonces ¿para qué hacerlo? Mejor hacer otra cosa, para luego volver con energías renovadas". Chad marcó el mes de octubre como la fecha en la que el cuarteto regresaría a la actividad musical. "Ese es el plan… llegó un momento en el que todos estábamos deseando vivir un tiempo fuera de la banda, es decir, no ser un Chili Pepper para poder dedicarnos a otros proyectos. Este próximo mes de septiembre ya cumpliremos dos años, así que creo que estamos listos para volver… no puedes obligar a tus compañeros a quedarse o a tocar si realmente no quieren hacerlo… por lo menos, no en nuestro grupo", explicó. Smith también comentó que esperaba que tanto el bajista Flea como el guitarrista John Frusciante regresasen con nuevas ideas para trabajar, aunque reconocía que cuando están juntos "suelen improvisar y tocar al azar… y de ahí también nacen las nuevas canciones. Es lo que hacemos a menudo y la verdad, no sé por qué esta vez tendría que ser diferente".
El 8 de mayo de 2009 Josh Klinghoffer, Anthony Kiedis, Flea, Chad Smith, Ron Wood e Iván Neville tocaron bajo el nombre de The Insects en un evento MusiCares que homenajeaba a Kiedis.
El 25 de septiembre de 2009 los Red Hot Chili Peppers fueron nominados para el Salón de la Fama del Rock junto con ABBA, The Chantels, Jimmy Cliff, Genesis, The Hollies, Kiss, LL Cool J, Darlene Love, Laura Nyro, The Stooges y Donna Summer. Pero finalmente no entraron entre los cinco finalistas.
El día 16 de diciembre de 2009 fue una de las fechas más importantes en la historia de la banda. Su guitarrista, John Frusciante, anunció oficialmente en su web de MySpace que había abandonado la banda en 2008, para dedicarse a su carrera en solitario. Los rumores comenzaron a circular y se habló de Dave Navarro como posible sustituto, pero fue el mismo Dave quien desmintió que él fuera a ser el reemplazo de Frusciante, dejando claro que Josh Klinghoffer, guitarrista de apoyo en la gira de Stadium Arcadium es quien sería en definitiva el nuevo guitarrista de los Red Hot Chili Peppers.
Poco antes de finalizar 2009, la revista Rolling Stone publicó la lista de los 100 mejores discos de la década de 2000, donde el álbum Stadium Arcadium aparece en el puesto Nº74. De acuerdo con una encuesta realizada durante esos días, John Frusciante fue declarado como el mejor guitarrista de los últimos 30 años.
En el año 2013 en una entrevista realizada por la revista Billboard, se le preguntó a John Frusciante por su desvinculación de la banda a lo que él respondió que no tenía ninguna intención de dejar la banda hasta el momento en que Flea le habló de la posibilidad de tomarse un descanso de un año o dos.
“Me sorprendió un poco porque pensé que estábamos pasando por una buena racha y que había que seguir con eso. Pero después de que me lo dijo empecé a pensar en qué haría durante esos dos años si tuviera dos años para hacer lo que quisiera… Y cuatro meses después estaba tan convencido con la idea de dejar la banda que ni siquiera tenía ganas de que fuera solo por dos años” Explicó.
Además, el guitarrista aclaró que no tenía ninguna intención de volver a ser parte del conjunto: “Ya no me siento un intérprete así, me adapté a esa situación pero nunca fue una expresión verdadera de quién soy”, dijo.

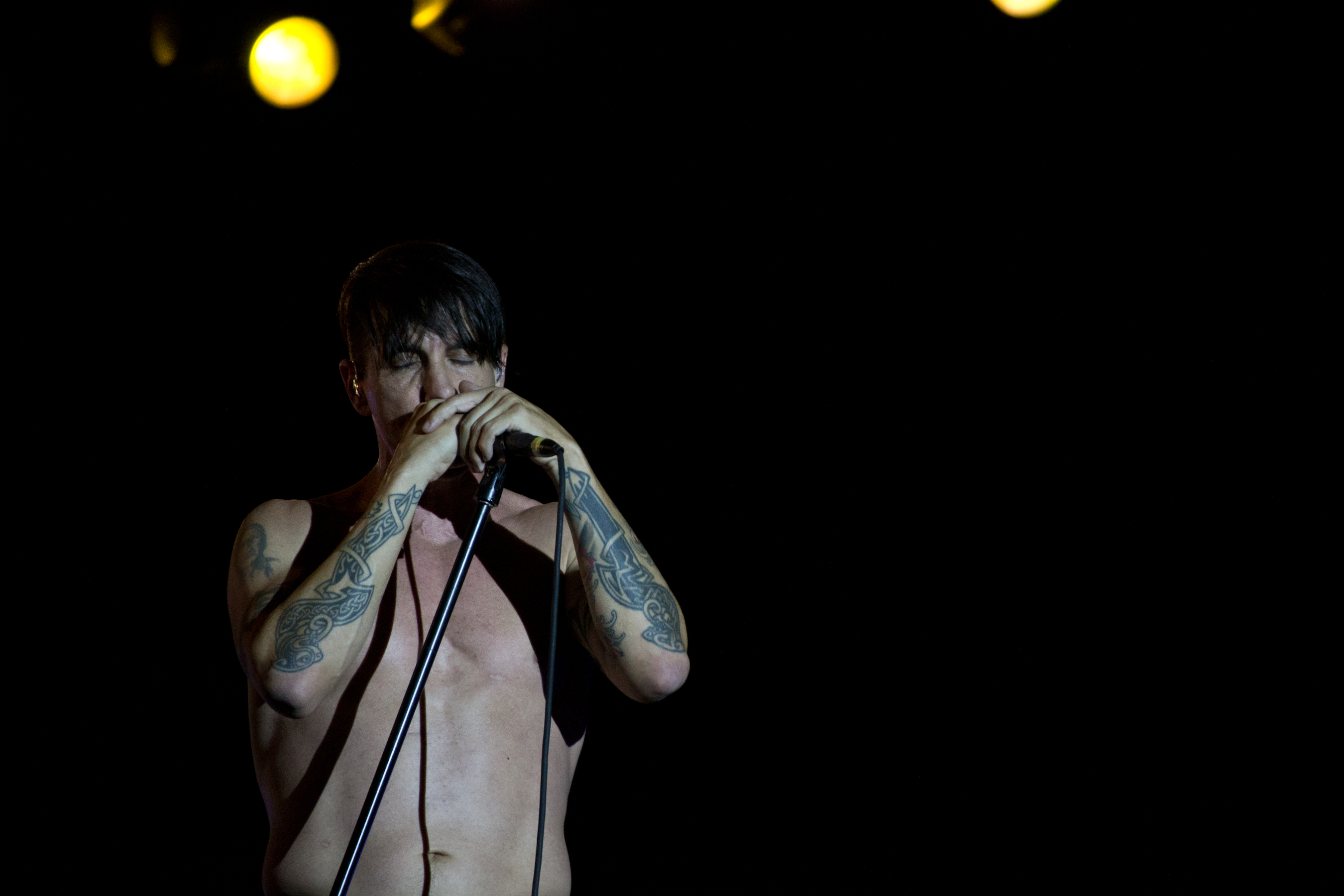
Anthony Kiedis con Red Hot Chili Peppers en Madrid en 2012.

### I'm with You(2010-2013)
El 12 de octubre de 2009, los Red Hot Chili Peppers dieron por finalizado su parón de dos años y escogieron a Klinghoffer para ser el guitarrista que entraría al estudio para comenzar a trabajar en su décimo álbum. En diciembre del mismo año, John Frusciante había anunciado que dejaba la banda, pero no hubo ningún anuncio oficial de quién sería su sustituto.
El 29 de enero de 2010 las dudas se despejaron cuando los Red Hot Chili Peppers, tras casi dos años y medio después de su último concierto, se presentaron en el evento MusiCares Person of the Year: Neil Young en Los Ángeles Convention Center, Los Ángeles, Estados Unidos, que rendía homenaje a Neil Young. Con Josh Klinghoffer a la guitarra, tocaron una versión del tema de Neil Young "A Man Needs a Maid".
En septiembre de 2010, los Red Hot Chili Peppers anunciaron que su música no sería utilizada en el popular programa de televisión Glee. Kiedis afirmó que no tenía sentido que su querida música apareciera en series como Glee y American Idol, unos programas totalmente alejados de sus sentimientos.
Kiedis, Flea, y Klinghoffer, junto con exmiembros, John Frusciante y Jack Irons, aparecen en el documental que detallaba una vida de drogas en la carrera como músico de Bob Forrest. Klinghoffer compuso la música para dicho documental. La banda pasó la mayor parte de 2010 improvisando y tocando juntos con el objetivo, según Kiedis, de que pudieran obtener las canciones correctas para su nuevo álbum.
El 5 de junio de 2011, la web oficial de la banda anunció que el nuevo álbum sería lanzado el 30 de agosto de 2011 (aunque unos días antes en otros países) y se titularía I'm with You. El lanzamiento del primer sencillo, The Adventures of Rain Dance Maggie estaba previsto hacerlo por radio el 18 de julio de 2011, sin embargo, debido a una fuga de Internet el 15 de julio de 2011, la discográfica decidió que la salida del sencillo a la radio se haría ese mismo día y la descarga de alta calidad se haría a través de KROQ. La discográfica de la banda confirmó que la rapera Kreayshawn sería la directora del video del nuevo sencillo.
El 17 de junio de 2011, los Chili Peppers anunciaron su primera gira en cuatro años. Aparte de algunos conciertos de calentamiento en agosto que tuvieron lugar en California y Asia, el I'm with You World Tour comenzó oficialmente en Bogotá, Colombia, el 11 de septiembre, teniendo como banda telonera a Foals. Posteriormente, la banda tocó en Costa Rica y en varios escenarios de Sudamérica para luego haber comenzado con su gira europea, que los tuvo ocupados hasta mediados del mes de diciembre de 2011. Con el nuevo año, la banda regresó a Estados Unidos, donde prosiguieron su gira hasta el verano, cuando de nuevo llegaron a Europa para una serie de conciertos en diversos estadios, visitando países que habían sido dejados de lado en la anterior gira europea.

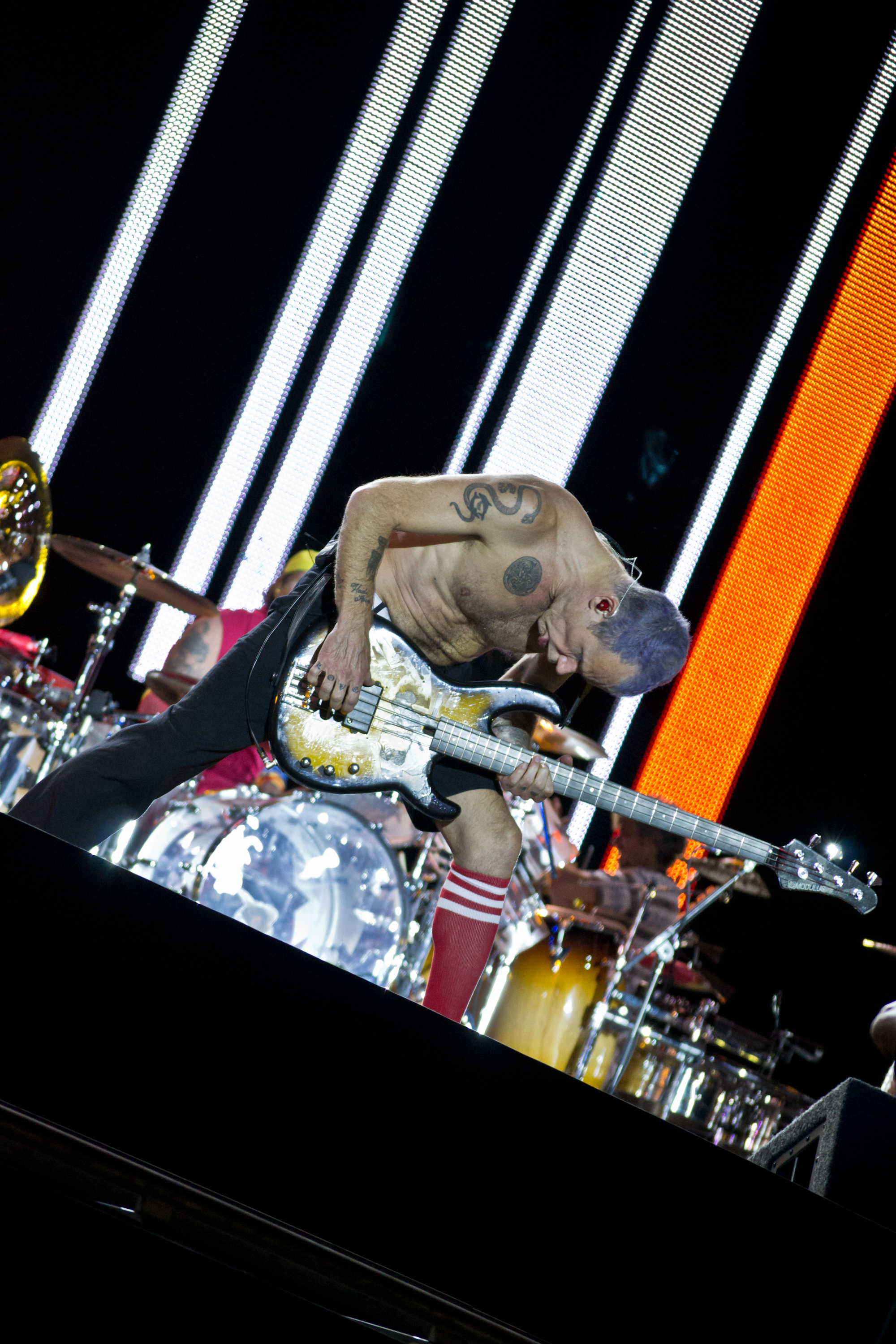
Flea en concierto en 2012.

El 10 de agosto de 2011, "The Adventures of Rain Dance Maggie" se convirtió en el número 1 del Billboard Alternative Songs. La banda ya tenía el récord de más sencillos número uno con once.
El 17 de agosto de 2011, fue lanzado el video musical de " The Adventures of Rain Dance Maggie”. La banda optó por no sacar a la luz el video que filmó con Kreayshawn y en su lugar publicó la segunda versión, que se filmó a finales de julio de 2011 en Venice Beach con el director, Marc Klasfeld.
El 19 de agosto de 2011, Flea anunció en su página de Twitter que la fecha de lanzamiento para I’m with You en EE. UU. sería el 29 de agosto de 2011, después de cinco años de su último disco.
Más tarde, la banda confirmó que Monarchy of Roses sería el próximo sencillo del nuevo disco. El lanzamiento incluía la llegada de un nuevo videoclip, de nuevo dirigido por Marc Klasfeld.
En 2011, los RHCP participaron en el Rock in Rio, donde participaron artistas como Metallica, System of a Down y Guns N' Roses y también Slipknot.
El 19 de septiembre, la banda fue nominada a dos MTV Europe Music Awards, el de Mejor Banda Rock y Mejor Artista En Vivo. La ceremonia se llevó a acabó el 6 de noviembre en Belfast, Irlanda Del Norte, sin conseguir ningún de los dos galardones a los que optaba.
El 7 de diciembre de 2011, los Red Hot Chili Peppers pasaron a formar parte del Rock and Roll Hall of Fame, con una ceremonia de investidura que tuvo lugar el 14 de abril de 2012, en Cleveland, Ohio.
El 14 de diciembre, confirmaron su participación en el festival Rock in Rio 2012 a llevarse a cabo en Madrid.
El 25 de enero de 2012, se dio a conocer el video musical del tema Look Around, tercer sencillo de I'm with You. A principios de marzo de 2012, el baterista Chad Smith, confirmó que el próximo sencillo del álbum sería Brendan's Death Song. Esta es una canción dedicada a Brendan Mullen, fundador de un pequeño club en Hollywood llamado "The Masque", donde los Chili Peppers tocaron varias veces. Kiedis dijo que fue la primera canción que compusieron para el álbum, ya que Mullen había muerto el mismo día que la banda comenzó a ensayar para grabar el disco.
A finales de octubre de 2012, Chad Smith confirmó en Q+A que la banda se pondría a trabajar en un nuevo disco. Para eso, habría que esperar hasta finales de marzo, cuando acabase la gira. Pero en octubre de 2012 Chad, anunció por su Twitter oficial que ya llevaban 3 canciones terminadas de este nuevo álbum, y que era reconfortante para el grupo sacar 2 discos en casi 3 años, ya que esto no sucedía desde épocas de Mother's Milk (1989). También agregó que en este próximo álbum se siente más comodidad respecto al trabajo del guitarrista Josh Klinghoffer, ya que estaba mucho más acoplado con el estilo musical de la banda.
En enero y febrero de 2013 continuaron su gira en Nueva Zelanda, Australia y Sudáfrica. En el mes de marzo visitaron México y por primera vez Guatemala, como parte del festival musical Tigo Fest. En los meses de abril a septiembre visitaron varias ciudades de Estados Unidos para concluir el año con una serie de conciertos en Brasil en el mes de noviembre.

### Tour 2014 yThe Getaway(2014-2019)
El 2 de febrero de 2014, Red Hot Chili Peppers participó junto con Bruno Mars en el espectáculo de medio tiempo en el Super Bowl XLVIII en Nueva Jersey interpretando su tema Give It Away.
Días después se generó una serie de críticas respecto a dicha presentación ya que se descubrió que el audio fue pregrabado y que solo la voz de Anthony Kiedis fue en vivo y en directo y el resto de la banda simplemente entró a actuar. Más tarde, Flea dio un comunicado oficial donde explicó que la pregrabación se debió a cuestiones técnicas de la NFL.
En marzo y abril de 2014 participaron en el festival Lollapalooza en Santiago, Chile y Buenos Aires, Argentina, además de tocar en Bogotá, Colombia, en Puerto Rico y en el festival de música inglés Isle of Wight.
Después de finalizar esta pequeña gira, la producción para un nuevo álbum se puso en marcha aunque sin productor ya que, después de más de 20 años junto a su lado, los Chili Peppers decidieron no contar con Rick Rubin para que produzca su undécimo trabajo discográfico. Se esperaba que su disco estuviera terminado para mediados o finales de 2015 pero a pocos meses de haber empezado el proceso de producción, Flea sufrió una fractura en su brazo izquierdo mientras practicaba snowboard. Debido a esto, la producción estuvo estancada por ocho meses (desde febrero hasta octubre de 2015). Después de que el bajista pudo recuperarse de su lesión, la banda eligió a Danger Mouse para que produzca su nuevo trabajo. Si bien el grupo ya tenía algunas canciones listas para comenzar a grabar, al flamante productor no le convencía la mayoría del material que la banda tenía. Por eso, les pidió que dejen todas esas pistas y que comenzaran a escribir nuevas y debido a esto, la salida del nuevo álbum de los Peppers se demoró por más tiempo.
A principios de febrero de 2016, se filtró en Internet "Circle of the Noose", la única canción que la banda alcanzó a grabar para el álbum sucesor de One Hot Minute (1995) con el guitarrista Dave Navarro en el mes de marzo del año 1998. Este tema fue grabado solo unos meses antes de que Navarro fuera despedido del grupo.
Finalmente, el 5 de mayo de 2016 y tras casi cinco años sin material nuevo, la banda anunció que su nuevo álbum tendría el nombre de The Getaway y el primer sencillo, Dark Necessities, fue sacado a la luz. El álbum fue lanzado al mercado el día 17 de junio en todo el mundo. Esto significa que este es el primer disco del grupo desde Mother's Milk de 1989 que no está bajo la producción de Rick Rubin. También, anunciaron la gira para promocionar el nuevo álbum que comenzó en Europa más precisamente el día 4 de junio de 2016 en el festival Rock am Ring, en Alemania. Los días 26 de mayo y 9 de junio de 2016, antes del lanzamiento de The Getaway, los Peppers dieron a conocer en su canal de YouTube otras dos canciones del álbum: "The Getaway" y "We Turn Red". Ninguno de los dos temas fue lanzado como sencillo.
Un día antes del lanzamiento del álbum, la banda publicó el video oficial de "Dark Necessities" en su cuenta de Facebook. Dicho video fue dirigido por la actriz Olivia Wilde.
Luego de confirmar que Go Robot sería el segundo sencillo del álbum (que en un principio iba a ser el primero), la banda grabó un videoclip para dicha canción que fue estrenado el 8 de septiembre de 2016. Al igual que "Dark Necessities", el video fue dado a conocer en la cuenta de Facebook del conjunto.
El 18 de septiembre de 2016, el grupo detuvo la gira por solo unos días para presentarse en el Los Angeles Memorial Coliseum, tocando dos canciones (Can't Stop y "Dark Necessities") antes del primer partido en la temporada para Los Angeles Rams de la NFL. Además, significó el regreso de los Rams a Los Ángeles tras jugar sus partidos como local por 22 años en St. Louis.
El baterista de la banda, Chad Smith, confirmó el día 13 de noviembre de 2016, mediante su cuenta de Twitter, que Sick Love se convertiría en el tercer sencillo del álbum. Smith afirmó también que sería lanzado un videoclip para el tema, el cual fue estrenado el 4 de diciembre de 2016. Esta canción cuenta con la participación especial de Elton John en el piano, quien también ayudó al grupo a componer dicha canción junto a su colaborador Bernie Taupin.
A fines de marzo de 2017, se confirmó que la canción Goodbye Angels sería lanzada como el cuarto sencillo de The Getaway el día 4 de abril.

### Regreso de John Frusciante,Unlimited LoveyReturn of the Dream Canteen(2019-2022)
Después de la gira para el álbum The Getaway, la banda comenzó a escribir material para su siguiente álbum junto con Josh Klinghoffer. Sin embargo, Anthony Kiedis y Flea estaban insatisfechos con el progreso de las grabaciones. Ellos se preguntaron si podrían involucrar al guitarrista John Frusciante, quien había grabado varios álbumes con la banda, pero se había retirado en 2009 para desarrollar una carrera en solitario en la música electrónica.
Tras esto, el 15 de diciembre de 2019 por medio de la cuenta oficial de la banda en Instagram, se reveló la salida del guitarrista Klinghoffer y el regreso de Frusciante a la banda después de una década.
Tal como indicó Josh en una entrevista para Rolling Stone, Flea fue el principal responsable del regreso de John a la banda. “Como supongo que ya sabes, he estado saliendo con John e interfiriendo”, fueron las palabras del propio bajista cuando le comunicó la decisión al guitarrista saliente.
El 8 de febrero de 2020, Frusciante interpretó junto con la banda por primera vez en 13 años, aunque sin el baterista Chad Smith, en un servicio conmemorativo realizado por la Fundación Tony Hawk para el fallecido productor de cine Andrew Burkle, hijo del multimillonario Ronald Burkle. La banda tenía programado participar en tres festivales ese mayo. Sin embargo, todos fueron cancelados debido a la pandemia de COVID-19.
Luego de que Danger Mouse produjera su anterior álbum The Getaway, la banda trajo de regreso a Rick Rubin para que produzca su nuevo material. Rubin había trabajado por última vez con la banda en su disco I'm with You (2011). El productor dijo que verlos ensayar por primera vez después del regreso de Frusciante lo hizo llorar: “Fue tan emocionante ver a ese grupo de personas de nuevo juntos porque hicieron música tan buena durante tanto tiempo y realmente me impactó de una manera emocional”. Estos ensayos se detuvieron en 2020 debido a la pandemia de COVID-19 y se reanudaron en 2021 en el estudio Shangri-La en Malibú, con muchas canciones nuevas en las que trabajar.
El día 28 de enero de 2022, la banda publicó un pequeño fragmento de una nueva canción en sus redes sociales, dando a entender que la publicación de la misma era inminente.
La canción se publicó una semana más tarde, el 4 de febrero y se llama Black Summer. También ese mismo día, confirmaron el lanzamiento de un nuevo álbum llamado Unlimited Love para el 1 de abril de 2022.
El mismo día del lanzamiento del álbum, la banda publicó el segundo sencillo: These Are the Ways. La banda comenzó una gira por estadios para promocionar el álbum en Europa el 4 de junio y entre julio y septiembre lo harán por Estados Unidos y Canadá.
El 23 de julio de 2022, anunciaron mediante su página web que publicarían un nuevo álbum el 14 de octubre: Return of the Dream Canteen. Es la primera vez que la banda publica dos álbumes en un lapso de seis meses. El primer sencillo, según informó Flea durante un recital que la banda dio ese mismo 23 de julio en Denver, sería Tippa My Tongue, que salió a la luz el 19 de agosto.
Como dato extra, el 28 de agosto de este mismo año ganaron el premio "Mejor Video de Rock" en los MTV Video Music Awards por el video de Black Summer y también fueron reconocidos por su trayectoria.

## Estilo musical, legado e influencias

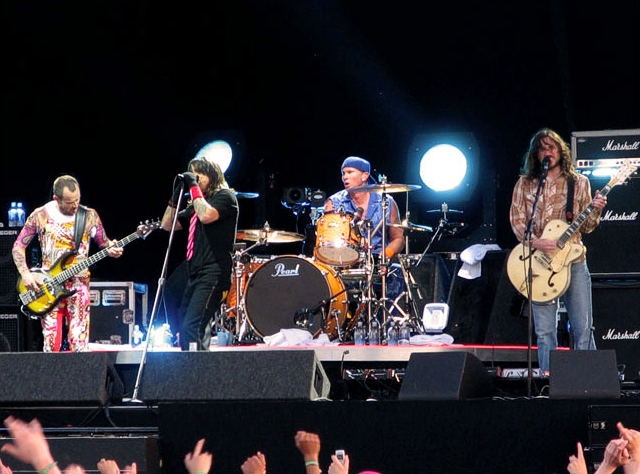
Los Red Hot Chili Peppers en un festival de Pinkpop en 2006. De izquierda a derecha: Flea, Anthony Kiedis, Chad Smith y John Frusciante.

El estilo musical de los Red Hot Chili Peppers se ha caracterizado como el funk rock, rock alternativo, funk metal y rap rock, con influencias del hard, psicodélico y punk rock. Las influencias de la banda incluyen Defunkt, Parliament-Funkadelic, Jimi Hendrix, The Misfits, Black Sabbath, Metallica, James Brown, Gang of Four, Bob Marley, Big Boys, Bad Brains, Sly and the Family Stone, Ohio Players, Queen, Stevie Wonder, Elvis Presley, Deep Purple, The Beach Boys, Black Flag, Ornette Coleman, Led Zeppelin, Yes, Fugazi, Fishbone, Marvin Gaye, Billie Holiday, Santana, Elvis Costello, The Stooges, The Clash, The Cure, Siouxsie and the Banshees, Devo y Miles Davis.
Kiedis proporcionó múltiples estilos vocales. Su enfoque principal en Blood Sugar Sex Magik fue el verso hablado y el rap. Complementado con voces tradicionales, ayudó a la banda a mantener un estilo consistente. A medida que el grupo maduró, notablemente con Californication (1999), el grupo redujo el número de versos rapeados. By the Way solo contenía dos canciones con una forma de coro melódico y de verso impulsado por el rap. El estilo más reciente de Kiedis se desarrolló a través del coaching continuo.
El estilo original del guitarrista Slovak estaba fuertemente basado en el blues y el funk. El israelí fue influenciado principalmente por artistas de hard rock como Hendrix, Kiss y Led Zeppelin. Su método de interpretación se basaba en gran medida en la improvisación, un estilo comúnmente utilizado en la música funk. También se destacó por su estilo de juego agresivo; a menudo jugaba con tanta fuerza que sus dedos se "separarían". Kiedis observó que su forma de tocar evolucionó durante su tiempo fuera del grupo en What Is This ?, con Slovak adoptando un estilo más fluido con elementos "sensuales" en oposición a sus técnicas originales de hard rock. En The Uplift Mofo Party Plan (1987), Slovak experimentó con géneros fuera de la música funk tradicional, incluido el reggae y el speed metal. Sus riffs de guitarra a menudo servirían como la base de las canciones del grupo, con los otros miembros escribiendo sus partes para complementar su trabajo de guitarra. Su riff melódico presentado en la canción "Behind the Sun" inspiró al grupo a crear canciones "bonitas" con énfasis en la melodía. Kiedis describe la canción como "pura inspiración de Hillel". Slovak también utilizó un cuadro de diálogo en canciones como "Green Heaven" y "Funky Crime", en el que cantaba en un tubo mientras tocaba para crear efectos psicodélicos.
El estilo musical de Frusciante ha evolucionado a lo largo de su carrera. Su forma de tocar la guitarra emplea melodía y emoción en lugar de virtuosismo. Aunque se pueden escuchar influencias virtuosas a lo largo de su carrera, ha dicho que a menudo minimiza esto. Frusciante trajo un sonido melódico y texturizado, especialmente en Californication (1999), By the Way (2002) y Stadium Arcadium (2006). Esto contrasta con su enfoque abrasivo anterior en Mother's Milk, así como con sus arreglos secos, funky y más dóciles en Blood Sugar Sex Magik. En Californication (1999) y By the Way (2002), Frusciante derivó la técnica de crear textura tonal a través de patrones de acordes del guitarrista post-punk Vini Reilly de The Durutti Column y bandas como Fugazi y The Cure. En By The Way, quería que la guitarra solista fuera algo que pudieras cantar, su guitarra fue influenciada por John McGeoch de Siouxsie And The Banshees, Johnny Marr de The Smiths y Bernard Sumner de Joy Division. Inicialmente quería tomar otra dirección y pretendía que el disco estuviera compuesto por "estas canciones punk y rudas", inspiradas en artistas punk tempranos como The Germs y The Damned. Sin embargo, esto fue desalentado por el productor Rick Rubin, y en su lugar se basó en el estilo melódico de Californication (1999). Durante la grabación de Stadium Arcadium (2006), se alejó de sus influencias New Wave y se concentró en emular a guitarristas más llamativos como Hendrix y Van Halen.
Navarro trajo su propio sonido a la banda durante su mandato, con su estilo basado en heavy metal, rock progresivo y psicodelia.
El estilo del guitarrista Klinghoffer emplea una amplia gama de sus propios efectos no convencionales de guitarra y tratamientos vocales. En su álbum debut de Chili Peppers, I'm with You (2011), se centró en gran medida en producir un sonido texturizado y emocional para complementar la voz y la atmósfera de cada canción. Él ha declarado que es un gran fanático del jazz y el funk, que se expresa en muchas de las pistas del álbum.
El estilo de bajo eléctrico de Flea puede considerarse una amalgama de funk, rock psicodélico, punk y hard rock. Las melodías llenas de ritmo que se tocaban con los dedos o con los golpes, contribuyeron a su estilo característico. Si bien el estilo de bajo slap de Flea fue prominente en álbumes anteriores, los álbumes posteriores a Blood Sugar Sex Magik tienen líneas de bajo más melódicas y funk. También ha usado dobles paradas en algunas canciones más nuevas. El bajo de Flea ha cambiado considerablemente. Cuando se unió a Fear, su técnica se centró principalmente en las líneas tradicionales de bajo punk rock. Sin embargo, cambió este estilo cuando se formaron Red Hot Chili Peppers. Comenzó a incorporar un estilo de bajo "bofetada", que tuvo gran influencia de Bootsy Collins. Blood Sugar Sex Magik vio un cambio notable en el estilo, ya que no presentaba ninguna de sus técnicas distintivas, sino más bien estilos que se enfocaban más en las raíces tradicionales y melódicas. Sus creencias intelectuales, sobre cómo tocar el instrumento, también cambiaron: "Estaba tratando de tocar simplemente en Blood Sugar Sex Magik porque había jugado demasiado antes de eso, así que pensé: ''Realmente tengo que relajarme y tocar la mitad de las notas". Cuando tocas menos, es más emocionante: hay más espacio para todo. Si toco algo ocupado, se destaca, en lugar de que el bajo sea una avalancha constante de notas. El espacio es bueno.
El baterista Smith combina rock con funk. Mezcla funk, rock, metal y jazz con sus ritmos. Las influencias incluyen Buddy Rich y John Bonham. Él trajo un sonido diferente a Mother's Milk, jugando fuerte y rápido. En Blood Sugar Sex Magik, muestra un mayor poder. Es reconocido por sus notas fantasma, sus latidos y su rápido pie derecho. MusicRadar lo colocó en el sexto lugar en su lista de los "50 mejores bateristas de todos los tiempos", detrás de Mike Portnoy, Neil Peart, Keith Moon, Rich y Bonham.
La combinación de hard rock, funk y hip hop de la banda ha sido reconocida como influyente en géneros como funk metal, rap metal, rap rock y nu metal. En una entrevista de 2002 con Penthouse, Anthony Kiedis declaró: "Estábamos al principio creando la combinación de funk hardcore con voces de estilo hip-hop. Nos convertimos, tal vez, en una inspiración para Limp Bizkit, Kid Rock, Linkin Park, todas estas otras bandas que están haciendo eso ahora".
Muchas bandas los han citado como influencia como Green Day, Korn, Linkin Park, Mr. Bungle, Incubus, P.O.D, la banda mexicana Molotov, el dúo argentino Illya Kuryaki and the Valderramas, la banda japonesa Maximum The Hormone, Eruca Sativa, Los Tetas, Leonardo Corvalán (baterista de Chancho en Piedra), Primus, Rage Against the Machine, System of a Down, 311 (banda), el trapero Lil Peep y el grupo de Hip hop/Nu metal Crazy Town. Lil Peep ha dicho que considera a Anthony Kiedis como "su ídolo".[cita requerida]
La canción "Butterfly" de Crazy Town contiene el sample de «Pretty Little Ditty»
La banda fue incluida en el Salón de la Fama del Rock and Roll en abril de 2012. La alineación de inducción fue Kiedis, Flea, Smith, Klinghoffer, Frusciante, Slovak (quien estuvo representado por su hermano James), Irons y Martinez. Frusciante no asistió, aunque fue invitado. Dave Navarro y Jack Sherman no fueron inducidos; Sherman dijo que se sentía "deshonrado". La banda interpretó tres canciones; "By the Way", "Give it Away" y "Higher Ground", que incluyeron a Irons y Martinez en la batería. Era la primera vez que Kiedis y Flea actuaban con Irons en 24 años y Martínez en 26 años.
En 2012, tres de los álbumes de la banda Blood Sugar Sex Magik, Californication y By the Way se clasificaron entre los 500 mejores álbumes de todos los tiempos de Rolling Stone en 310, 399 y 304, respectivamente.
El 13 de mayo de 1993, la banda aparece en el episodio Krusty Gets Kancelled, titulado "Krusty es cancelado" en España y "El drama de Krusty" en Hispanoamérica, que es el último capítulo perteneciente a la cuarta temporada de la serie animada Los Simpson
En 2014 salió Abracadabracalifornia, que es una parodia de su canción Californication y apareció por primera vez en un episodio del podcast de humor Comedy Bang! Bang! promocionando su presentación en el Super Bowl con Bruno Mars
En 2017, en la película Song to Song Pero aparecen en cameos junto a Patti Smith, Iggy Pop, Lykke Li, Black Lips y Florence + the Machine.
En 2019 tras cinco años de escritura, Flea publicó su biografía, Acid for the Children (Ácidos para los niños), promocionada recientemente desde la editorial Grand Central Publishing como: "Su prosa soñadora con inflexiones de jazz hacen de la ciudad de Los Ángeles de los 70 y los 80 un lugar arenoso y glorioso, con potencial para la diversión, el peligro, el caos y la inspiración acechando en cada esquina. Es aquí donde el joven Flea, con el aspecto de haber escapado de un hogar turbulento encontró familia en una comunidad de músicos, artistas y adictos que también vivían al margen".

## Letras y composición
A través de los años, las letras de Kiedis cubrieron una variedad de temas, que cambiaron con el paso del tiempo. Al principio de la carrera del grupo, Kiedis escribió principalmente canciones cómicas llenas de insinuaciones sexuales, así como canciones inspiradas en la amistad y las experiencias personales de los miembros de la banda. Sin embargo, después de la muerte de su amigo cercano y compañero de banda Hillel Slovak, las letras de Kiedis se volvieron mucho más introspectivas y personales, como lo ejemplifica la canción "Knock Me Down" de Mother's Milk (1989), dedicada al eslovaco junto con "My Lovely Man", canción de Blood Sugar Sex Magik (1991).
Cuando la banda grabó One Hot Minute (1995), Kiedis había recurrido a las drogas una vez más, lo que resultó en letras más oscuras. Comenzó a escribir sobre la angustia y los pensamientos auto mutilantes que experimentaría como resultado de su adicción a la heroína y la cocaína. El álbum también presentó homenajes a amigos cercanos que la banda perdió durante el proceso de grabación, incluyendo a Kurt Cobain en la canción "Tearjerker" y River Phoenix, en la canción "Trascendiendo".
Después de presenciar la recuperación de Frusciante de su adicción a la heroína, Kiedis escribió muchas canciones inspiradas en el renacimiento y el significado de la vida en California (1999). También estaba intrigado por las lecciones de vida, que la banda había aprendido, incluyendo la experiencia de Kiedis al conocer a una joven madre en el YMCA, que intentaba luchar contra su adicción al crack mientras vivía con su pequeña hija.
En By the Way (2002), Kiedis fue influido líricamente por el amor, su novia y las emociones expresadas cuando uno se enamoraba. Las drogas también desempeñaron un papel integral en los escritos de Kiedis, ya que solo había estado sobrio desde 2000. Temas como "This Is the Place" y "Don't Forget Me" expresaron su intenso disgusto por los narcóticos y los efectos nocivos físicos y emocionales que le causaron. Stadium Arcadium (2006) continuó los temas del amor y el romance; Kiedis declaró que "el amor y las mujeres, los embarazos y los matrimonios, las luchas de relación, esas son influencias reales y profundas en este disco. Y es genial, porque no solo escribí sobre el hecho de que estoy enamorada. Fue todos en la banda. Estábamos llenos de energía basada en el enamoramiento ". I'm with You (2011) nuevamente presentó a Kiedis escribiendo sobre la pérdida de un amigo cercano esta vez en la canción" Brendan's Death Song ", un tributo al dueño del club, Brendan Mullen, quien le dio a la banda algunos de sus primeros shows y les mostró apoyo a lo largo de su carrera.
Los temas dentro del repertorio de Kiedis incluyen amor y amistad, angustia adolescente, agresión en los buenos tiempos, varios temas sexuales y el vínculo entre el sexo y la música, comentarios políticos y sociales (asuntos de los nativos americanos en particular), romance, soledad, globalización y los contras de la fama y Hollywood, pobreza, drogas, alcohol, lidiar con la muerte y California

## Activismo político
La banda ha hechos varios conciertos para obras de beneficencia, y han mostrado públicamente su apoyo al Partido Demócrata de los Estados Unidos
En 1990, la banda apareció en anuncios de PSA para Rock the Vote, una organización sin fines de lucro en los Estados Unidos orientada a aumentar la participación electoral en las elecciones presidenciales de los Estados Unidos entre los votantes de 18 a 24 años.
La banda fue invitada por los Beastie Boys y el Fondo Milarepa para actuar en el Tibetan Freedom Concert en junio de 1996 en San Francisco. También se presentaron en el concierto de junio de 1998 en Washington D. C. Los conciertos, que se celebraron en todo el mundo, debían apoyar la causa de la independencia tibetana. En septiembre de 2005, la banda realizó "Under the Bridge" en el beneficio ReAct Now: Music & Relief que se realizó para recaudar dinero para el víctimas del huracán Katrina. El evento en vivo recaudó $ 30 millones.
En julio de 2007, la banda actuó en nombre del exvicepresidente de los Estados Unidos, Al Gore, quien invitó a la banda a presentarse en la versión de Londres de sus conciertos Live Earth, que se realizaron para crear conciencia sobre el calentamiento global y resolver los problemas ambientales más críticos de nuestro tiempo. La banda realizó un concierto gratuito en el centro de Cleveland, Ohio, en abril de 2012 en apoyo de la campaña de reelección del presidente Obama. El requisito para ingresar al concierto fue aceptar ser voluntario para el banco telefónico Obama 2012. El evento rápidamente alcanzó su límite de capacidad después de ser anunciado.
En mayo de 2013, la banda realizó un concierto especial en Portland, Oregón para el Dalái lama como parte de la Cumbre Ambiental del Dalái lama.
En enero de 2015, la banda realizó su primer espectáculo del año nuevo para la recaudación de fondos Sean Penn & Friends Help Haiti Home en apoyo de la J / P Haitian Relief Organization. La banda se encontraba entre más de 120 artistas y celebridades que se inscribieron y anunciaron que votarían por Bernie Sanders en las elecciones presidenciales de 2016 en septiembre. La banda actuó en un evento de recaudación de fondos en Belly Up Tavern en Solana Beach en el mismo mes. Todo el dinero fue donado a A Reason To Survive (ARTS), Heartbeat Music Academy, San Diego Young Artists Music Academy y Silverlake Conservatory of Music. En octubre, Kiedis y Flea organizaron el beneficio anual para el Conservatorio de Música Silverlake. La banda realizó un conjunto acústico raro especial.
En febrero de 2016, la banda encabezó un concierto para recaudar fondos en apoyo del candidato presidencial Bernie Sanders. En abril, la banda actuó en una función privada en nombre del fundador de Napster, Facebook y Sean Parker, para su lanzamiento del Instituto Parker de Inmunoterapia del Cáncer. Chad Smith y Will Ferrell presentaron el Red Hot Benefit Comedy + Music Show & Quinceanera en el mismo mes. El beneficio contó con una actuación de los Chili Peppers junto con actos de comedia seleccionados por Ferrell y Funny or Die. Una parte de las ganancias se destinó al Cáncer de Ferrell para la universidad y al Conservatorio de música Silverlake de Smith.
En febrero de 2018, Smith se unió una vez más a Ferrell en su beneficio One Classy Night en el Moore Theatre de Seattle para ayudar a recaudar dinero para Cáncer for College. El evento recaudó $ 300,000 en becas universitarias para estudiantes que han sobrevivido al cáncer.

## Miembros

### Actualmente
- Anthony Kiedis, voz (1983-presente)
- Flea, bajo, trompeta, piano, coros (1983-presente)
- Chad Smith, batería (1988-presente)
- John Frusciante, guitarra, piano, coros (1988-1992 / 1998-2009 / 2019-presente)

### Miembros anteriores
Guitarristas
- Hillel Slovak (1983-1984 / 1985-1988, fallecido en 1988)
- Jack Sherman (1984, fallecido en 2020)
- DeWayne "Blackbyrd" McKnight (1988)
- Arik Marshall (1992-1993)
- Jesse Tobias (1993)
- Dave Navarro (1993-1998)
- Josh Klinghoffer (2009-2019)

Bateristas
- Jack Irons (1983-1984 / 1986-1988)
- Cliff Martínez (1984-1986)
- Chuck Biscuits (1986)
- D.H. Peligro (1988, fallecido en 2022)

### Colaboraciones con la banda
- Marcel Rodríguez-López (acompañamiento de bongos en Hump de Bump)
- Josh Klinghoffer (acompañó en 2007 como 2.º guitarrista a la banda durante algunos conciertos de la gira Stadium Arcadium y fue guitarrista principal desde 2009 hasta 2019)
- Omar Rodríguez-López (colaboró con la banda en Stadium Arcadium)
- Gurmukh Kaur Khalsa (voces adicionales en One Hot Minute)
- Patrick Warren (teclado en el álbum Californication)
- Patrick English (trompeta en Mother's Milk)
- Kristen Vigard (voces adicionales en One Hot Minute)
- Nahuel Souto (voces adicionales en One Hot Minute)
- John Lurie (armónica en One Hot Minute)
- Keith "Tree" Barry (violín en One Hot Minute, saxofón en Mother's Milk; acompañó a la banda en la gira de último álbum mencionado)
- Lenny Castro (percusión en One Hot Minute)
- Stephen Perkins (percusión en One Hot Minute)
- Tricky (Flea, Frusciante y Kiedis participaron en su álbum Blowback, en las canciones Da Woman y Girls)
- Greg Kurstin (teclado en Californication)
- Perry Farrell (Flea y Frusciante colaboraron con él en su canción Hard Life Easy, del disco que el cantante de Jane's Addiction grabó para su otro grupo, Satellite Party)
- Chris Warren (teclados y técnico de batería desde 2007)
- Mauro Refosco (percusión en la gira I'm with You)
- Kristen Vigard (coros durante la gira de Mother's Milk; 1989-1990)
- Vicki Calhoun (coros durante la gira de Mother's Milk; 1989-1990)
- Acacia Ludwig (coros durante la gira de One Hot Minute; 1995-1996)
- Rain Phoenix (coros durante la gira de One Hot Minute; 1995-1996)
- Keith Morris (voz; 1986)
- Philip "Fish" Fisher (batería y percusión; 1988)
- Rob Rule (actos de apertura, guitarra rítmica, coros y técnico de gira; 1989-1990/1995-1996)
- Roxy Cardozo (teclado en "Scar Tissue")
- Michael Bulger (trompeta y piano; 2011)

## Discografía
- The Red Hot Chili Peppers (1984)
- Freaky Styley (1985)
- The Uplift Mofo Party Plan (1987)
- Mother's Milk (1989)
- Blood Sugar Sex Magik (1991)
- One Hot Minute (1995)
- Californication (1999)
- By the Way (2002)
- Stadium Arcadium (2006)
- I'm with You (2011)
- The Getaway (2016)
- Unlimited Love (2022)
- Return of the Dream Canteen (2022)

## Vídeos musicales
| Año  | Título                                                      | Director                        |
| ---- | ----------------------------------------------------------- | ------------------------------- |
| 1984 | "True Men Don't Kill Coyotes"                               | Graeme Whifler                  |
| 1985 | "Jungle Man"                                                | Lindy Goetz                     |
| 1986 | "Catholic School Girls Rule"                                | Dick Rude                       |
| 1987 | "Fight Like a Brave"                                        | Dick Rude                       |
| 1988 | "Fire"                                                      | Grabación en vivo               |
| 1989 | "Good Time Boys"                                            | Drew Carolan                    |
| 1989 | "Higher Ground"                                             | Bill Stobaugh y Drew Carolan    |
| 1989 | "Knock Me Down"                                             | Drew Carolan                    |
| 1990 | "Taste the Pain"                                            | Tom Stern y Alex Winter         |
| 1990 | "Show Me Your Soul"                                         | Bill Stobaugh                   |
| 1991 | "Give It Away"                                              | Stéphane Sednaoui               |
| 1992 | "Under the Bridge"                                          | Gus Van Sant                    |
| 1992 | "Under the Bridge" (versión 2)                              | Gus Van Sant                    |
| 1992 | "Under the Bridge" (versión 3)                              | Gus Van Sant                    |
| 1992 | "Suck My Kiss"                                              | Gavin Bowden                    |
| 1992 | "Breaking the Girl"                                         | Stéphane Sednaoui               |
| 1992 | "Behind the Sun"                                            | Charlie Paul                    |
| 1993 | "If You Have to Ask"                                        | Compilado de archivo            |
| 1993 | "Soul to Squeeze"                                           | Kevin Kerslake                  |
| 1995 | "Warped"                                                    | Gavin Bowden                    |
| 1995 | "My Friends"                                                | Anton Corbijn                   |
| 1995 | "My Friends" (versión 2)                                    | Gavin Bowden                    |
| 1996 | "Aeroplane"                                                 | Gavin Bowden                    |
| 1996 | "Coffee Shop"                                               | Gavin Bowden                    |
| 1996 | "Love Rollercoaster"                                        | Kevin Lofton                    |
| 1999 | "Scar Tissue"                                               | Stéphane Sednaoui               |
| 1999 | "Around the World"                                          | Stéphane Sednaoui               |
| 2000 | "Otherside"                                                 | Jonathan Dayton y Valerie Faris |
| 2000 | "Californication"                                           | Jonathan Dayton y Valerie Faris |
| 2000 | "Road Trippin'"                                             | Jonathan Dayton y Valerie Faris |
| 2002 | "By the Way"                                                | Jonathan Dayton y Valerie Faris |
| 2002 | "By the Way" (versión 2)                                    | Jonathan Dayton y Valerie Faris |
| 2002 | "The Zephyr Song"                                           | Jonathan Dayton y Valerie Faris |
| 2003 | "Can't Stop"                                                | Mark Romanek                    |
| 2003 | "Universally Speaking"                                      | Dick Rude                       |
| 2003 | "Fortune Faded"                                             | Laurent Briet                   |
| 2006 | "Dani California"                                           | Tony Kaye                       |
| 2006 | "Tell Me Baby"                                              | Jonathan Dayton y Valerie Faris |
| 2006 | "Snow ((Hey Oh))"                                           | Nick Wickham                    |
| 2007 | "Charlie"                                                   | Omri Cohen                      |
| 2007 | "Desecration Smile"                                         | Gus Van Sant                    |
| 2007 | "Desecration Smile" (versión 2)                             | Gus Van Sant                    |
| 2007 | "Hump de Bump"                                              | Chris Rock                      |
| 2011 | "The Adventures of Rain Dance Maggie"                       | Marc Klasfeld                   |
| 2011 | "The Adventures of Rain Dance Maggie" (versión 2 - inédita) | Kreayshawn                      |
| 2011 | "Monarchy of Roses"                                         | Marc Klasfeld                   |
| 2012 | "Look Around"                                               | Robert Hales                    |
| 2012 | "Brendan's Death Song" (versión de radio)                   | Marc Klasfeld                   |
| 2012 | "Brendan's Death Song" (versión del álbum)                  | Marc Klasfeld                   |
| 2016 | "Dark Necessities"                                          | Olivia Wilde                    |
| 2016 | "Go Robot"                                                  | Tota Lee                        |
| 2016 | "Sick Love"                                                 | Beth Jeans Houghton             |
| 2017 | "Goodbye Angels"                                            | Thoranna Sigurdardottir         |
| 2022 | ”Black Summer”                                              | Deborah Chow                    |
| 2022 | "These Are the Ways"                                        | Malia James                     |
| 2022 | "Tippa My Tongue"                                           | Malia James                     |